# Rosalinda Vélez Juárez
Rosalinda Vélez Juárez (Ciudad de México, 17 de enero de 1964) es una abogada mexicana. Fue secretaria del Trabajo y Previsión Social durante el gobierno de Felipe Calderón de 2011 a 2012.

## Trayectoria
Egresada de derecho en la Escuela Libre de Derecho y con especialidad en derecho financiero en la Universidad Nacional Autónoma de México. 
Se desempeñó como directora de delitos federales contra el ambiente en la Procuraduría Federal de Protección al Ambiente (PROFEPA), jefa de la unidad de contratos del Banco Nacional de Obras y Servicios Públicos (BANOBRAS), directora general de asuntos jurídicos de la Secretaría del Trabajo y Previsión Social y Procuradora Federal de la Defensa del Trabajo.
Desde junio de 2018 hasta abril de 2019, ejerció como la Magistrada Presidenta del Tribunal Federal de Conciliación y Arbitraje.